# Station Kranji
Kranji is een spoorwegstation in de Indonesische provincie West-Java.

## Bestemmingen
- Patas Purwakarta: naar Station Purwakarta en Station Jakarta Kota
- Krl ekonomi/ekonomi AC/Ekspress: naar Station Bekasi en Station Jakarta Kota